# Gondogeneia tasmaniae
Gondogeneia tasmaniae is een vlokreeftensoort uit de familie van de Pontogeneiidae. De wetenschappelijke naam van de soort is voor het eerst geldig gepubliceerd in 1893 door Thomson.